# Total Annihilation: Kingdoms
Total Annihilation: Kingdoms ou TA:K é um jogo de estratégia em tempo real criado e lançado pela Cavedog Entertainment em 25 de junho de 1999. Quatro monarcas irmãos batalham pelo domínio do reino de Darien: Elsin de Aramon, Kirenna de Veruna, Thirsha de Zhon e Lokken de Taros, depois do desaparecimento do pai, Garacaius.
Em 6 de março de 2000, uma expansão foi lançada com o nome The Iron Plague. Essa continuação trata do que acontece com Garacaius. Acreditando que mágica é uma fonte de conflitos, Garacaius saiu de seu reino e fundou um novo império baseado em ciência e engenharia.  Esse novo império, Creon, rapidamente dominou províncias vizinhas e adquiriu o conhecimento de suas conquistas.  Garacaius morre, mas o monarca eleito de Creon eventualmente lidera o reino a uma cruzada contra a magia e contra os mágicos irmãos que comandam Darien. A expansão adiciona uma facção totalmente nova ao jogo, além de novos mapas e gráficos. Também incluia o último patch do jogo, apesar dele poder ter sido baixado gratuitamente do site oficial.

## Modo de multijogador
Com a falência da Cavedog, TA:K não pode ser jogado online pela seção Multiplayer do jogo. Atualmente, para isso, há diversos outros servidores mundiais. Até 8 jogadores podem jogar juntos em times ou uns contra os outros. Esse modo também possibilita missões para serem jogadas por vários jogadores ao mesmo tempo.